# 临泽县
临泽县是中华人民共和国甘肃省张掖市下属的一个县。东经99°51'-100°30'，北纬38°57'-39°42’。与之接壤的县市有：东边张掖市甘州区，西边高台县，南边肃南裕固族自治县，北边内蒙古自治区阿拉善右旗。
本县人士李正合先生，于台灣光復後，赴台从事教育，乃昆山科技大学前身的创始人。

## 行政区划

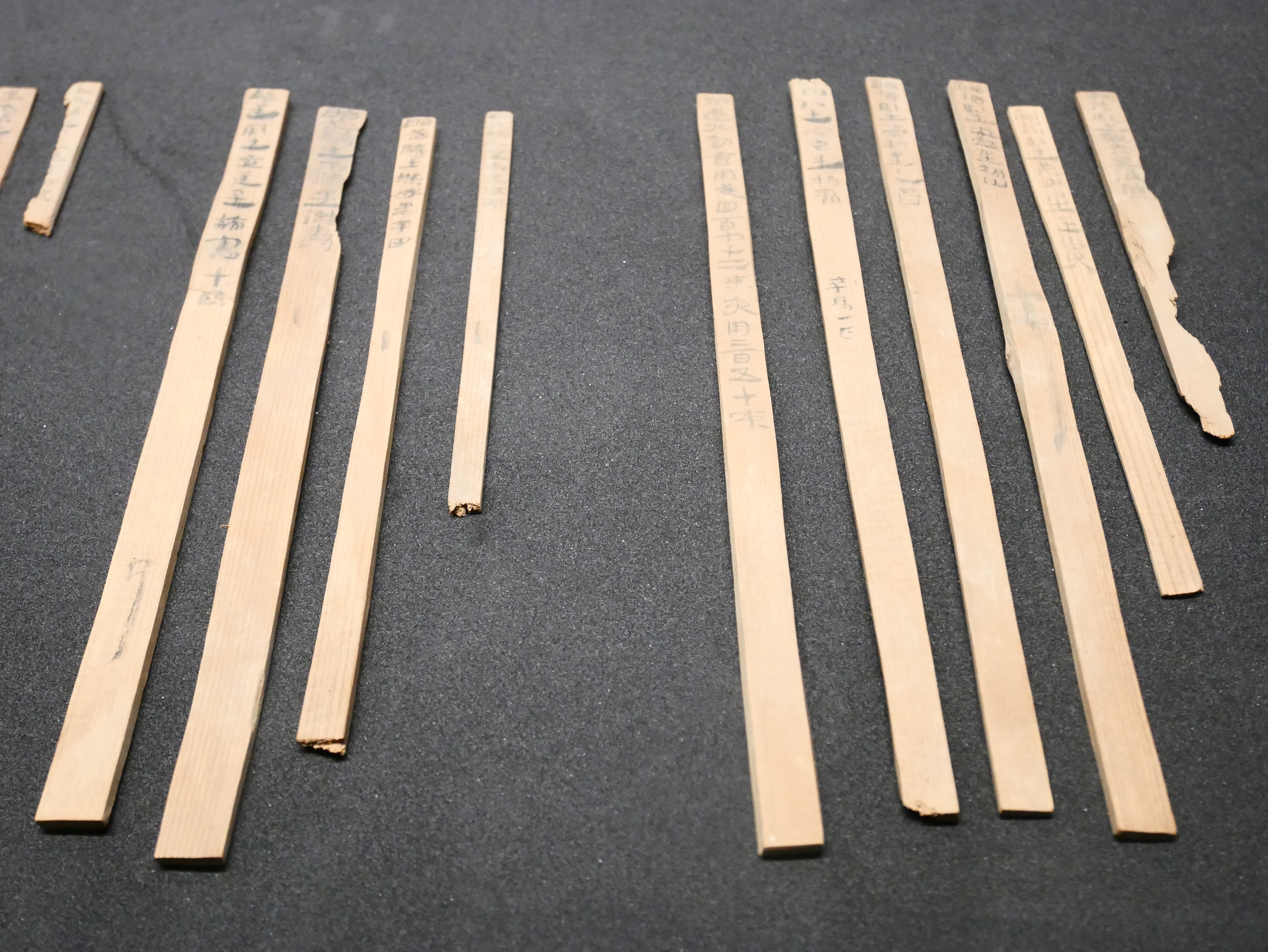
居延漢簡張掖郡昭武縣（今臨澤縣）與觻得縣（今甘州區）騎士名籍（地灣城遺址出土）

临泽县下辖7个镇：
沙河镇、新华镇、蓼泉镇、平川镇、板桥镇、鸭暖镇、倪家营镇、国营临泽农场、五泉林场、沙河林场和小泉子治沙站。

## 交通
- 312国道过境。
- 兰新铁路：临泽站

## 特产
临泽小枣：中国地理标志产品。